# Энгозеро
Э́нгозеро — пресноводное озеро в Лоухском районе Республики Карелия России.

## Общие сведения
Одно из самых больших пресноводных озёр Карелии. Озеро вытянуто с юго-запада на северо-восток.
Береговая линия сильно изрезана, имеются многочисленные заливы, крупнейшие из них — Печная губа, Морозова губа, Рогатая губа, Тёткина губа. В центральной части озера имеется большое открытое пространство, лишённое островов, называемое Блюдце. Берега в основном высокие, скалистые, покрыты хвойным лесом.
Озеро покрыто сетью небольших островов (всего 144), общая площадь которых составляет 14,2 км². Крупнейшие острова: Лопарский (2,43 км²), Елмангский (2,02 км²), Олений (1,6 км²), Домашний (1,44 км²).
Котловина ледниково-тектонического генезиса. Преобладают илистые грунты. Высшая водная растительность представлена тростником обыкновенным, рдестами и осокой в заливах.
Основной приток — река Пулома. В юго-западной части озера вытекает река Воньга, в восточной — Калга. Через них озеро связано с Белым морем.
Средняя амплитуда колебаний уровня составляет 0,5 м.
В озере обитают сиг, ряпушка, щука, окунь, плотва, лещ, налим.
Озеро является одним из центров туризма на севере Карелии.

## Бассейн
Кроме озёр бассейна Пуломы к бассейну Энгозера относятся озёра:
- Станционное
- Нижнее Рюжи
- Верхнее Рюжи
- Пилкозеро
- Корех
- Первое Ногтево
- Второе Ногтево
- Ковдозеро
- Шулгозеро
- Варягозеро
- Большое Колокольное